# Рекле (Підляське воєводство)
Рекле (пол. Rekle) — село в Польщі, у гміні Крипно Монецького повіту Підляського воєводства.
Населення — 52 особи (2011).
У 1975-1998 роках село належало до Білостоцького воєводства.

## Демографія
Демографічна структура станом на 31 березня 2011 року:
|          | Загалом | Допрацездатний вік | Працездатний вік | Постпрацездатний вік |
| -------- | ------- | ------------------ | ---------------- | -------------------- |
| Чоловіки | 30      | 5                  | 22               | 3                    |
| Жінки    | 22      | 0                  | 16               | 6                    |
| Разом    | 52      | 5                  | 38               | 9                    |